# Kaapse olifantspitsmuis
De Kaapse olifantspitsmuis (Elephantulus edwardii)  is een zoogdier uit de familie van de springspitsmuizen (Macroscelididae). De wetenschappelijke naam van de soort werd voor het eerst geldig gepubliceerd door Andrew Smith in 1839.

## Voorkomen
De soort komt voor in het westen en zuiden van Zuid-Afrika, in de provincies Noord-Kaap, West-Kaap en Oost-Kaap.